# Superman III
Superman III (Brasil: Superman 3 / Portugal: Super-Homem III) é um filme de super-herói americano de 1983 baseado no personagem Superman da DC Comics. Dirigido por Richard Lester, é o terceiro filme da série de filmes Superman. O elenco é composto por Christopher Reeve, Richard Pryor, Annette O'Toole, Annie Ross, Pamela Stephenson e Robert Vaughn. Neste filme, o Homem de Aço,  além de enfrentar um gênio da informática que planeja dominar o mundo, acaba sendo exposto a radiação da kryptonita, que o afeta psicologicamente.
Embora Superman III tenha sido um sucesso de bilheteria, foi menos bem sucedido do que Superman e Superman II tanto financeiramente quanto criticamente. Embora as duras críticas se concentrassem no tom cômico e camp do filme, assim como no elenco e performance de Pryor, o desempenho de Christopher Reeve como um Superman temporariamente corrompido foi elogiado. Este filme é seguido por Superman IV: The Quest for Peace, lançado em 1987.

## Elenco e Personagens

#### Primeira Dublagem
- Estúdio: Elenco (SP)
- Mídia: Televisão (SBT)
- Direção: José Soares

#### Segunda Dublagem
- Estúdio: Herbert Richers (RJ)
- Mídia: TV Paga / DVD / Blu-ray
- Direção: Mário Monjardim

| Personagem            | Ator / Atriz      | 1a. Dublagem     | 2a. Dublagem        |
| --------------------- | ----------------- | ---------------- | ------------------- |
| Clark Kent / Superman | Christopher Reeve | André Filho      | Luiz Feier Motta    |
| Lois Lane             | Margot Kidder     | Denise Simonetto | Silvia Goiabeira    |
| Lana Lang             | Annette O'Toole   | Sandra Campos    | Marisa Leal         |
| Gus Gormon            | Richard Pryor     | João Ângelo      | Hamilton Ricardo    |
| Ross Webster          | Robert Vaughn     | Emerson Camargo  | Júlio Chaves        |
| Perry White           | Jackie Cooper     | Armando Casella  | José Santa Cruz     |
| Jimmy Olsen           | Marc McClure      | Nelson Machado   | Alexandre Moreno    |
| Brad                  | Gavan OHerlihy    | Daoiz Cabeludo   | Marco Antônio Costa |
| Simpson               | Robert Henderson  | José Soares      | Jomery Pozzoli      |
| Rick                  | Paul Kaethler     | Márcia Gomes     | Thiago Farias       |
| Lolerei Ambrosia      | Pamela Stephenson | Ledá Figueiredo  | Nair Amorim         |
| Nancy Roberts         | Mulher de Branco  | Neuza Azevedo    | Marly Ribeiro       |
| Locutor               |                   | Felipe di Nardo  | Gilberto Lisieux    |

## Produção

### Desenvolvimento
O produtor da série Ilya Salkind escreveu originalmente um tratamento para este filme que incluiu Brainiac, Mister Mxyzptlk e Supergirl, mas a Warner Bros. não gostou. O tratamento foi lançado online em 2007. O Mr. Mxyzptlk retratado no esboço difere de sua contraparte bem-humorada dos quadrinhos, visto que ele usa suas habilidades para causar sérios danos. Dudley Moore foi a principal escolha para desempenhar o papel. Enquanto isso, no mesmo tratamento, Brainiac era de Colu tinha descoberto Supergirl da mesma forma que o Superman foi encontrado pelos Kents.
Tanto Gene Hackman quanto Margot Kidder ficaram zangados com a maneira como os Salkinds trataram o diretor de Superman, Richard Donner, com Hackman se recusando a reprisar o papel de Lex Luthor. Depois que Margot Kidder criticou publicamente os Salkinds pelo tratamento dado a Donner, os produtores teriam "punido" a atriz ao reduzir seu papel em Superman III para uma breve aparição.

### Efeitos
Este filme incluiu "a mesma equipe de efeitos especiais" dos dois filmes anteriores. Atari, parte da Warner, criou a animação do jogo eletrônico de computador para a cena da defesa de mísseis.

## Lançamento
Superman III foi lançado nos cinemas em 17 de junho de 1983, nos Estados Unidos e em 19 de julho de 1983, no Reino Unido. O filme foi lançado em DVD em 28 de novembro de 2006 pelo Warner Home Video

### Material promocional
William Kotzwinkle escreveu uma romantização do filme publicada em livro de bolso pela Warner Books nos EUA e pela Arrow Books no Reino Unido para coincidir com o lançamento do filme; Severn House publicou uma edição britânica de capa dura. Kotzwinkle pensou que a novelização era "um deleite que o mundo ainda não descobriu". No entanto, escrevendo na Voice of Youth Advocates, Roberta Rogow esperava que este fosse o  último filme do Superman e disse: "Kotzwinkle fez seu bom trabalho habitual de traduzir o roteiro em um romance, mas há coisas desagradáveis para o filme, e há coisas desagradáveis para o romance também. Adultos podem apreciar o romance em seus próprios méritos, como um tipo de comédia negra, mas não é escrito para crianças, e a maioria dos menores de 15 anos ficarão intrigados ou revoltados pelo rígido humor de Kotzwinkle."
Um jogo eletrônico de Superman III foi desenvolvido para a Família Atari de 8-bits de computadores da Atari, Inc. em 1983, mas foi cancelado. Uma caixa de protótipo para a versão Atari 5200 também existe, embora a existência do jogo real para este console permaneça não confirmada.

## Recepção

### Bilheteria
A bilheteria doméstica total bruta (não ajustada pela inflação) de Superman III foi de US$ 59.950.623. O filme foi o 12 º filme de maior bilheteria de 1983 na América do Norte.

### Crítica
Superman III recebeu em geral críticas negativas. No Rotten Tomatoes, o filme tem uma classificação de 26%, com base em 43 análises, com uma nota média de 4,5/10. O consenso da crítica diz: "Quando não abusa de piadas, pastelão e Richard Pryor, Superman III recorre a pontos de trama retalhados dos filmes anteriores do Superman." No Metacritic, o filme tem uma pontuação de 42 em 100, com base em 9 análises, indicando "comentários mistos ou médios". Uma crítica frequente a Superman III foi a inclusão do comediante Richard Pryor. O crítico de cinema Leonard Maltin disse que Superman III foi uma "terrível sequência que destruiu tudo o que o Superman era por causa de risos baratos e um papel co-protagonista de Richard Pryor."
O público também viu o vilão Ross Webster, interpretado por Robert Vaughn, como um preenchimento inferior para Lex Luthor. Os fãs da série Superman também colocaram grande parte da culpa no diretor Richard Lester. O roteiro do filme, de David e Leslie Newman, também foi criticado.

### Prêmios e indicações
O filme foi nomeado para dois Framboesa de Ouro, incluindo Pior Ator Coadjuvante para Richard Pryor e Pior Trilha Sonora para Giorgio Moroder.